# روبرت هارون
روبرت هارون (بالإنجليزية: Robert Harron)‏ هو ممثل أمريكي، ولد في 12 أبريل 1893 بنيويورك في الولايات المتحدة، وتوفي بنفس المكان في 5 سبتمبر 1920.
بدأ مشواره المهني سنة 1907.

## أعمال

### أفلام
- (1915) ولادة أمة

## وصلات خارجية
- روبرت هارون على موقع IMDb (الإنجليزية)
- روبرت هارون على موقع ألو سيني (الفرنسية)
- روبرت هارون على موقع أول موفي (الإنجليزية)
- روبرت هارون على موقع قاعدة بيانات الأفلام السويدية (السويدية)
- روبرت هارون على موقع قاعدة بيانات الفيلم (الإنجليزية)
- روبرت هارون على موقع كينوبويسك (الروسية)